# Grimsholmen, Kyrkslätt
Grimsholmen är en ö i Finland. Den ligger i Finska viken och i kommunen Kyrkslätt i den ekonomiska regionen  Helsingfors i landskapet Nyland, i den södra delen av landet. Ön ligger omkring 31 kilometer sydväst om Helsingfors.
Öns area är 2,4 hektar och dess största längd är 270 meter i sydväst-nordöstlig riktning.